# 48 heures de Royan
Pour les articles homonymes, voir 48 Heures (homonymie).
Les 48 heures de Royan est une compétition de course à pied d'ultramarathon se déroulant en France dans la ville de Royan. L'épreuve fait partie des courses horaires dont l'objectif consiste à parcourir la plus grande distance possible sur un parcours délimité en l'espace de 48 heures.

## Histoire
La première édition des 48 heures de Royan a eu lieu en 2008. Se déroulant au mois d'octobre au Stade d'honneur de Royan, la course est devenue annuelle depuis 2014,.
La compétition comprend également les courses de formats 12 et 24 heures ; des épreuves de marche athlétique se déroulent sur le même circuit.
La piste du Stade d'honneur est rénovée en 2022 et inaugurée à l'occasion de l'événement,.
L'événement qui accueille chaque année une centaine de concurrents français et internationaux, constitue l'épreuve emblématique du format 48 heures en France.

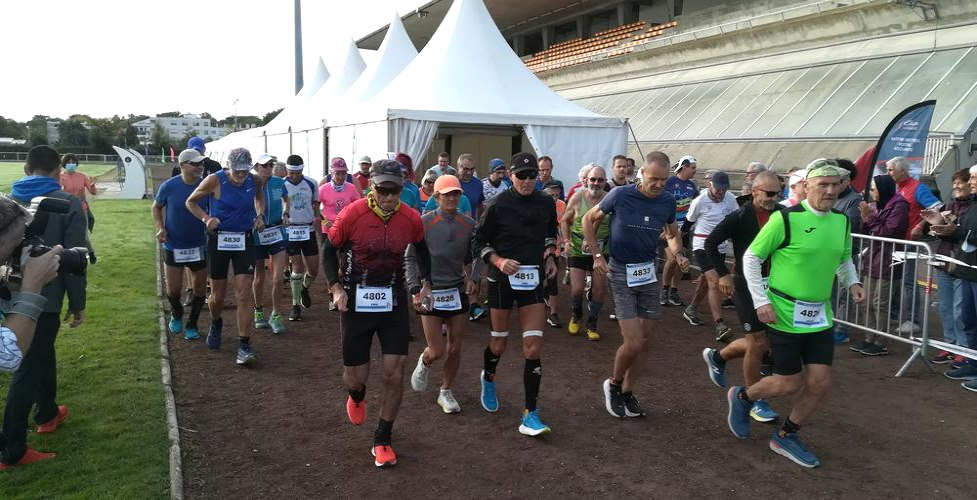
Départ de la course en 2021

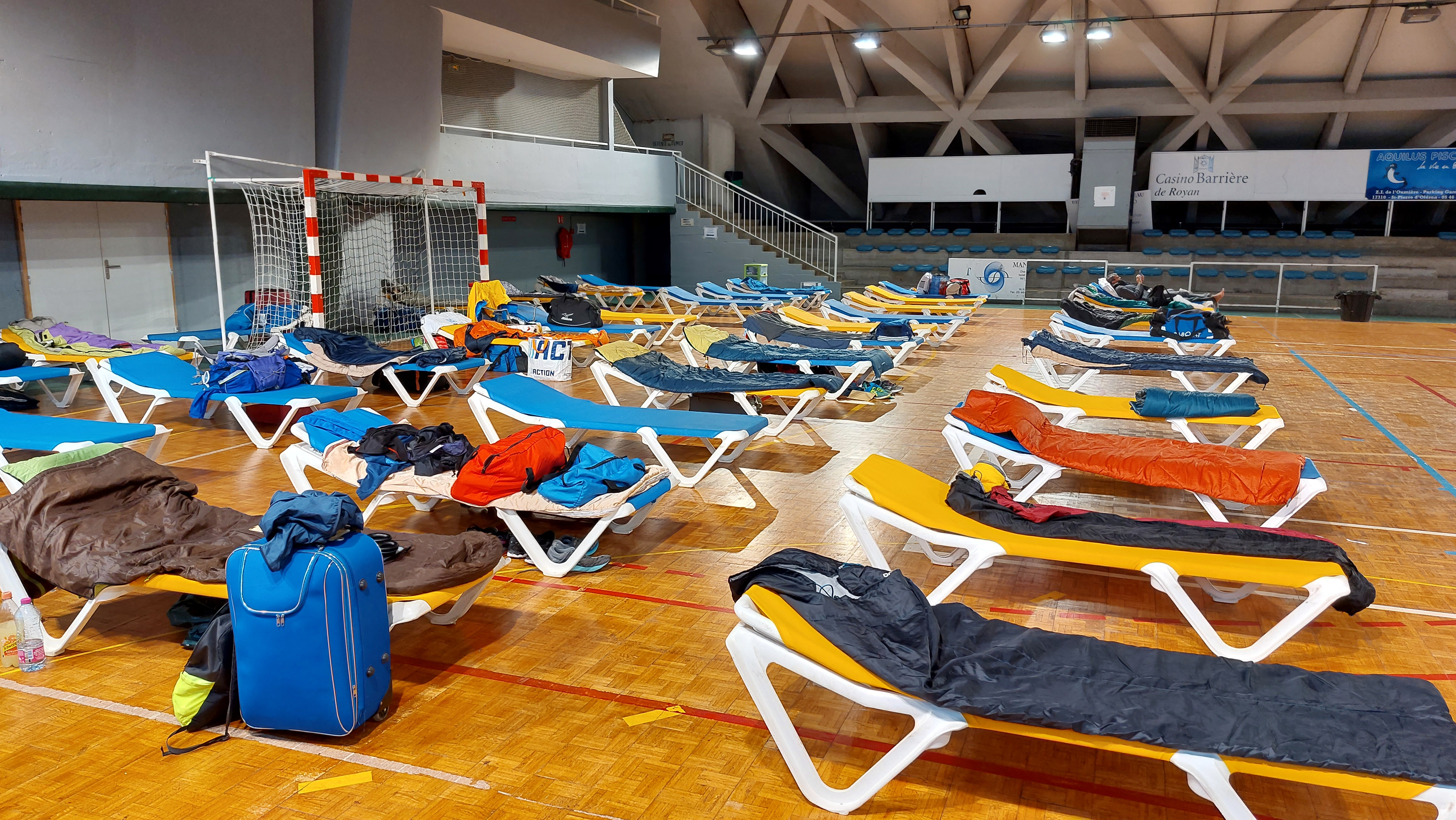
Zone de repos

## Records
Les records des 48 heures de Royan sont détenus par Tiziano Marchesi (it) avec 413,838 km (2017) et Julia Fatton avec 367,918 km (2010).
Pour l'épreuve de marche, les records de distance sont détenus par Daniel Duboscq avec 304.160 km (2016) et Françoise Arnault avec 239,969 km (2019).
À 74 ans, Christian Perchoc établit en 2023 le record de France de 48 heures dans la catégorie M7 avec une distance de 290,273 km.
L'âge médian des participants s'élève à 56 ans; en 2023, Ray Qi devient, à 34 ans, le plus jeune vainqueur de l'épreuve.

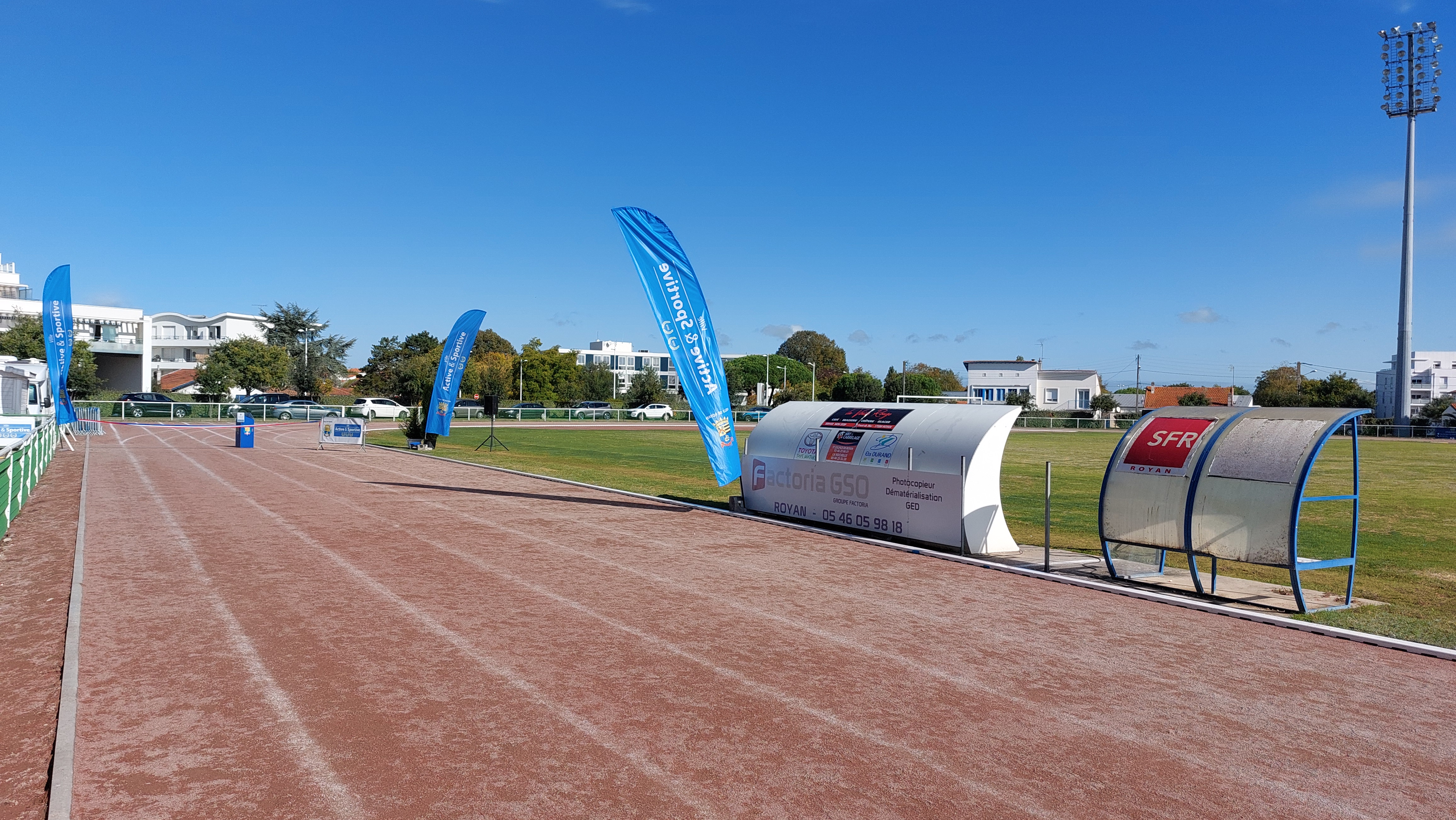
Piste du Stade d'honneur

Les courses 48 heures représentent l'un des formats les plus exigeants des courses d'ultra-endurance multi-jours. Alors que sur les courses de 6 jours, les coureurs doivent impérativement gérer leur sommeil et phases de repos, lors d'une course de 48 heures, les athlètes les plus endurcis sont tentés de ne pas s'octroyer de périodes de sommeil pendant toute la durée de l'épreuve.

## Palmarès
Vainqueurs des 48 heures de Royan d'après la base de données de la DUV:
| Année | Homme                 | Distance   | Femme              | Distance   |
| ----- | --------------------- | ---------- | ------------------ | ---------- |
| 2024  | Ray Qi                | 320,412 km | Béatrice Bourlon   | 244,168 km |
| 2023  | Ray Qi                | 341,872 km | Béatrice Bourlon   | 244,055 km |
| 2022  | Rodrigo Freeman Lopez | 311,597 km | Mireille Chevillon | 240,408 km |
| 2021  | Jimmy Boubakeur       | 302,226 km | Annie Paringaux    | 361,997 km |
| 2019  | Louis Fouquet         | 339,094 km | Yolande Roches     | 296,885 km |
| 2018  | Jimmy Boubakeur       | 307,348 km | Yolande Roches     | 304,500 km |
| 2017  | Tiziano Marchesi      | 413,838 km | Yolande Roches     | 324,262 km |
| 2016  | Said Bourjila         | 296,949 km | Charlotte Smith    | 282,841 km |
| 2015  | Christian Mauduit     | 382,182 km | Julia Fatton       | 362,680 km |
| 2014  | Alain Simon           | 334,531 km | Pascale Aublanc    | 296,742 km |
| 2012  | Daniel Cardoso Dias   | 348,223 km | Pascale Parage     | 260,926 km |
| 2010  | Christian Fatton      | 378,464 km | Julia Fatton       | 367,918 km |
| 2008  | Christian Fatton      | 359,970 km | Martina Hausmann   | 269,209 km |

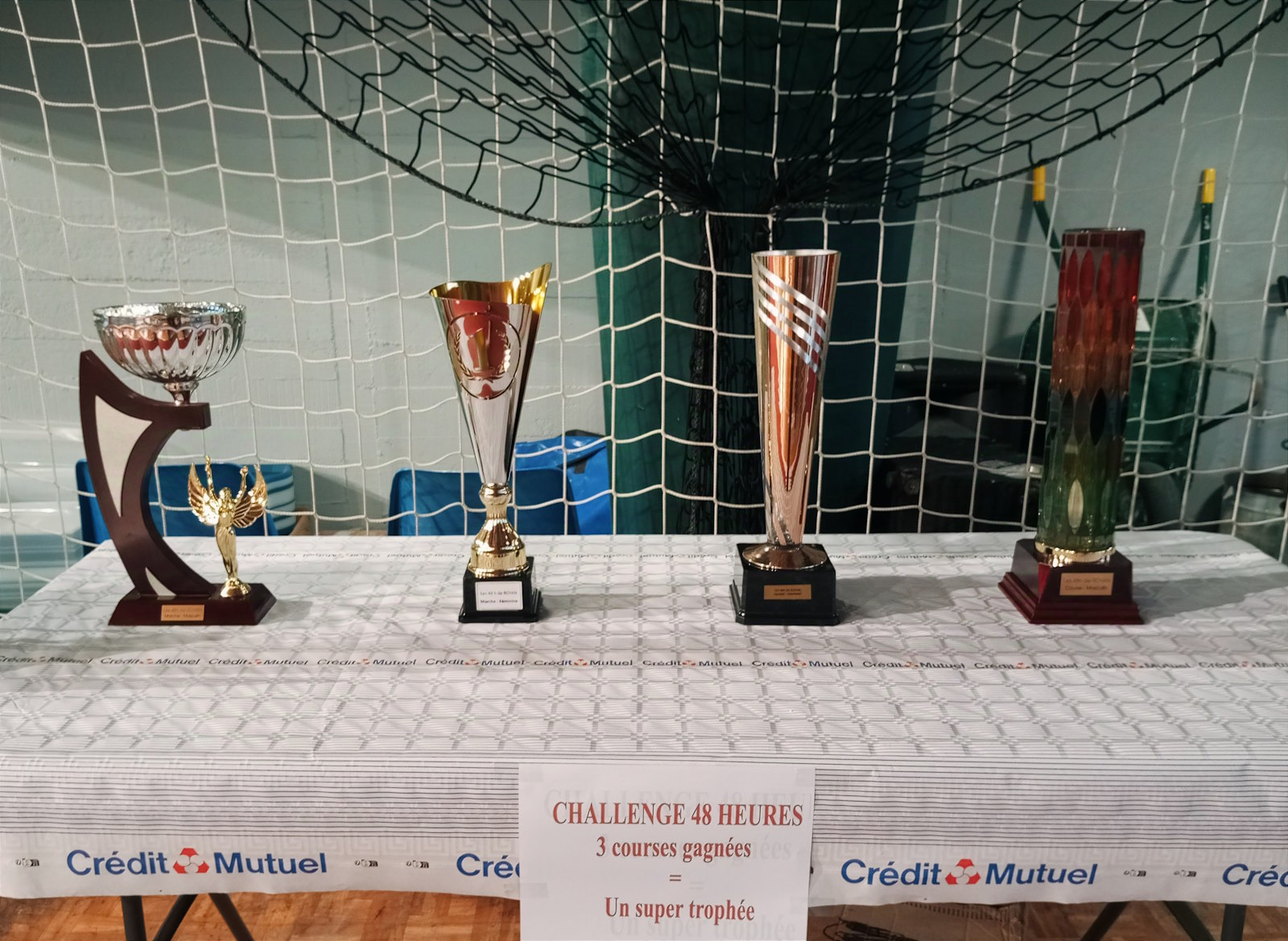
Trophées réservés aux triples vainqueurs

Un trophée spécial est décerné aux athlètes triples vainqueurs des épreuves de 48 heures :
- Yolande Roches (course : 2017, 2018, 2019)
- Alain Malfondet (marche : 2022, 2023, 2024)
- Cathy Muller (marche : 2018, 2021, 2023)